# S/S Foxen av Karlstad
Ångfartyget Foxen av Karlstad var ett svenskt lastfartyg som sänktes av ett torpedskott den 18 januari 1940 i Nordsjön. 17 man omkom.

## Historik
Foxen var Karlstads första fartygsförlust i krig. Ångaren var byggd av Madsen & Jespersens rederi i Stavanger och hette från början Patria. Samma natt som S/S Foxen sänktes drabbades S/S Patria av en liknande katastrof. Patria såldes 1926 till rederiet Heimdal i Köpenhamn, hette Askö och fördes av kaptenerna Hjort och Langlykke. 1939 köptes Askö av Ahlmarks rederi i Karlstad och omdöptes till Foxen efter insjön med samma namn. Foxen gick ner med sin kapten och nästan hela besättning på ungefär samma plats som barken Senta av Göteborg torpederats 1916. Kapten Ling-Vannérus hade då varit elev ombord på Senta. Den gången räddades besättningen av en norsk ångare, liksom två norska ångare bärgade de överlevande från Foxen ett kvartssekel senare.

## Torpederingen
I Garston hade Foxen intagit last av stenkol till Sverige och hade passerat ut i Nordsjön genom Pentland Sound. Torsdagen den 18 januari, då även S/S Flandria av Göteborg och M/S Pajala av Stockholm krigsförliste sprängdes Foxen vid 21-tiden 85 distansminuter öster om Pentland Sound. Man har vid senare efterforskningar konstaterat att det var den tyska ubåten U-57 som träffade. Det var på natten klart väder och månsken. Vid den oerhört kraftiga explosionen klövs Foxen midskepps i två halvor och därvid omkom omedelbart en stor del av ångarens besättning.
Utkiken på bryggan, jungman K.G. Alfredsson, slungades ut i vattnet och besövades av lufttrycket. Han lyckades simmande nå en flotte som han sen vistades ensam på till ca kl 04:00 på söndagsmorgonen. -Det var mycket kallt och jag frös kolossalt, uppgav Alfredsson vid sjöförklaringen i Karlstad, som han ensam fick avge. På fredagen var jag så förfrusen att jag domnade av. Flotten hade skadats vid explosionen, så att provianten och färskvattenkaggen förstörts, varför jag hela tiden var utan vatten och mat. Natten till söndagen såg jag flera fartyg passera, men jag var så medtagen att jag inte orkade signalera. Söndag morgon såg jag två skarpa lanternor närma sig. Jag lyckades resa mig på armbågen och signalera. Fartyget uppfattade mina tecken, Jag var räddad.
Fartyget var Boreas av Haugesund, som införde den räddade jungmannen till Bergen. 
Vid explosionen på Foxen var det tio man som rusade till den förliga flotten och klamrade sig fast medan fartyget sjönk. Stig Bergström berättar, - Jag såg Foxen stå nästan lodrätt med aktern över våra huvuden. Det så ut som om hon skulle ramla ner över oss, men plötsligt försvann hon ner i djupet. Det var väldigt kallt och de iskalla sjöarna slog ständigt över oss. På fredagen frös två man ihjäl och överlämnades åt havet. På lördagen dog en matros och en eldare. Vi försökte hålla modet uppe genom att sjunga. På lördagskvällen var en trålare alldeles inpå flotten, men hörde inte våra nödrop. Ytterligare två man dog den natten. Förutom jag och min bror var även ett annat brödrapar ombord på flotten. Den äldste av de andra bröderna dog på natten. Sedan försvann min bror i vattnet och jag var för svag för att kunna göra något för honom. Nu var vi bara tre man kvar i flotten och tre timmar innan jag räddades dog min siste kamrat. Jag var då ensam på flotten med fem döda skeppskamrater. Slutet för mig syntes närmare än någonsin och jag slumrade in. Då jag vaknade till såg jag en ångare alldeles nära som till slut kom till min undsättning.
Två man, en jungman från vardera flotten, var de enda av Foxens besättning som överlevde katastrofen. Bergström hade bärgats av S/S Leka av Oslo som landsatte honom i engelsk hamn. S/S Leka var något av krigets hjälte, tio dagar före räddningen av Bergström hade hon räddat fyra man från den sänkta norska ångaren S/S Manx i samma farvatten. Vid utrymningen av Dunkerque några månader senare lämnade Leka Calais med 1 226 personer ombord, därav hundratals spädbarn och införde dem under ihållande flygbombardemang till England.

## Omkomna
- Kapten Per Henrik Ingemund Ling-Vannérus, Göteborg
- Förste styrman Karl Amandus Abrahamsson, Göteborg
- Övermaskinist Axel Edvin Gustafsson, Göteborg
- Andre maskinist E. Axel Kruse, Otterbäcken
- Tredje maskinist Helge Kristoffer Karlsson, Mölndal
- Steward Gross Julius Urban Holmgren, Kalmar
- Matros Gunde Oskar Valentin Jakobsson, Karlstad
- Matros Einar Gustav Ferdinand Jacobsson, Karlstad
- Lättmatros Malte G Bergström, Karlstad
- Jungman Karl Johan Lindell, Karlstad
- Eldare Nils Bertil Karlsson, Skoghall
- Eldare Frithiof Adolf Oskar Niith (Söderqvist), Fårö
- Lämpare Stig A Andersson, Karlstad
- Kock Arne L Tärnler, Karlstad
- Eldare Gustav W Tholin, Borås
- Uppassare Carl V Carlsson, Mölndal